# (33030) 1997 QB2
1997 QB2 (asteroide 33030) é um asteroide da cintura principal. Possui uma excentricidade de 0.27010450 e uma inclinação de 7.98727º.
Este asteroide foi descoberto no dia 27 de agosto de 1997 por Yoshisada Shimizu e Takeshi Urata em Nachi-Katsuura.